# Paradize
Paradize è il nono album del gruppo musicale francese Indochine, pubblicato il 14 maggio 2002 dalla Columbia Records.
Ha venduto più di un milione di copie. È considerato il più grande successo della band.
L'album è dedicato alla memoria di Stéphane Sirkis.

## Il disco
Questo è l'album che segna la resurrezione di Nicola Sirkis con i suoi Indochine. Gli anni novanta sono stati molto duri per il cantante sia perché gli Indochine perdono tutti i membri originari della band, e dall'abbandono di Dominique Nicolas, avvenuto nel 1994, si avvicendano tantissimi altri compositori a fianco dei fratelli Sirkis senza avere successo, e sia per la perdita del fratello gemello nel 1999.
Dopo i buoni risultati del tour di Dancetaria, Nicola si appresta a scrivere quello che avrebbe dovuto essere l'ultimo album degli Indochine. La z al posto della s vuole proprio significare che Nicola Sirkis, e la sua band, è arrivato alla fine della sua carriera, e che quello sarà il suo ultimo album. Per la scrittura delle musiche si avvale dell'aiuto di Oli de Sat, collaboratore del gruppo in precedenza ma mai nelle vesti di compositore. Le sue influenze musicali come i Nine Inch Nails o Marilyn Manson portano un'aria di modernità alle musiche. Tutti i testi sono scritti da Sirkis, ad esclusione di Paradize,  Le nuit des fées, Comateen I e Dark (che scrive con altri autori) e di J'ai demandé à la lune e Un singe en hiver.  J'ai demané à la lune diventa un duetto che Nicola canta con una bambina, Pauline Léonet, figlia di un suo amico e coautore di alcuni pezzi della band.
Electrastar è un omaggio di Sirkis al fratello scomparso nel 1999. Le Grand Secret è un duetto con Melissa Auf der Maur ex-bassista delle Hole e degli Smashing Pumpkins. Sul video di Marilyn appare nuovamente l'ex-moglie di Nicola, Gwen B, che è la ragazza che esce dalla vasca piena di latte. Inoltre per la prima volta si vede quello che i fan chiamano un Indokiss, ovvero il bacio che Nicola Sirkis dà a Boris Jardel all'inizio del video. Un singe en hiver è il pezzo di chiusura dell'album e racconta la carriera di Nicola e preannuncia la decisione di abbandonare le scene.
A seguito del grande successo riscontrato dall'album, il più grande di tutta la carriera degli Indochine, Nicola decide di continuare. Si classifica al 2º posto nella classifica francese degli album, al 1º posto in quella belga nel 2002 e i sei singoli estratti dall'album vendono complessivamente 1 500 000 copie. La tournée fa il tutto esaurito, per celebrare il successo live della band esce il DVD e il live 3.6.3.

## Tracce
1. Paradize – 4:49 (testo: Nicola Sirkis – musica: Nicola Sirkis, Olivier Gérard)
2. Electrastar – 5:30 (testo: Nicola Sirkis – musica: Nicola Sirkis, Olivier Gérard)
3. Punker – 2:50 (Nicola Sirkis)
4. Mao Boy! – 5:42 (testo: Nicola Sirkis – musica: Nicola Sirkis, Olivier Gérard)
5. J'ai demandé à la lune – 3:29 (Mickael Furnon)
6. Darkerque – 5:48 (testo: Nicola Sirkis – musica: Nicola Sirkis, Olivier Gérard)
7. Like a Monster – 3:56 (testo: Nicola Sirkis – musica: Jérome Soligny)
8. Le Grand Secret (feat. Melissa Auf der Maur) – 5:50 (testo: Nicola Sirkis – musica: Nicola Sirkis, Olivier Gérard)
9. Le nuit des fées – 4:58 (testo: Gérard Manset, Nicola Sirkis – musica: Nicola Sirkis, Olivier Gérard)
10. Marilyn – 5:55 (testo: Nicola Sirkis – musica: Nicola Sirkis, Olivier Gérard)
11. Le Manoir – 5:05 (testo: Nicola Sirkis – musica: Nicola Sirkis, Olivier Gérard)
12. Popstitute – 4:00 (testo: Nicola Sirkis – musica: Nicola Sirkis, Olivier Gérard)
13. Dark – 4:37 (testo: Rudy Leonet, Nicola Sirkis – musica: Nicola Sirkis, Olivier Gérard)
14. Comateen I – 6:07 (testo: Camille Laurens, Nicola Sirkis – musica: Nicola Sirkis, Olivier Gérard)
15. Un singe en hiver – 3:46 (Jean Luis Murat)

## Formazione
Indochine
- Nicola Sirkis – voce, chitarra, MS20
- Olivier Gérard – chitarra, MS20, tastiere, pianoforte, programmazione
- Boris Jardel – chitarra
- Mr Eliard – basso
- Mr Matthieu – batteria

Altri musicisti
- Melissa Auf der Maur – voce, basso nella traccia 8

## Classifiche
| Classifica (2002) | Posizione massima |
| ----------------- | ----------------- |
| Francia           | 2                 |
| Belgio            | 1                 |
| Svizzera          | 6                 |